# Expérimentation humaine
Pour les aspects logiques (épistémologiques) de l'expérimentation, voir Méthode expérimentale et Médecine expérimentale.
Le plus souvent, on entend par expérimentation humaine, l'expérimentation scientifique sur l'être humain dans le cadre de recherches sur la maladie et la santé (sujet de cet article). Cette expérimentation sur le sujet humain ne se limite pas à la médecine : elle peut concerner de nouvelles méthodes pédagogiques, la pratique de nouvelles technologies, ou le vol spatial.
Les expériences médicales sur les êtres humains s'inscrivent dans le processus des essais cliniques pour élaborer des traitements. Dans ce cadre, se posent les questions du consentement éclairé des patients concernés et du contrôle bioéthique de l'expérience.

## Expérience et expérimentation
En français le terme « expérience » recouvre deux concepts distincts, celui d'avoir de l'expérience (être expérimenté, avoir les compétences) et faire une expérience (être expérimental, tenter un essai), c'est alors une « expérimentation ».
Le caractère ambigu du terme expérience a son origine dans les termes grec empeiria (savoir acquis par la pratique) et peira (essai, épreuve concrète). Le terme latin experientia a le même double sens (savoir acquis par l'expérience et essai pour un savoir à acquérir),. Pour les distinguer, on trouve chez Cicéron le terme experimentum pour désigner l'essai.
Dans son sens large (expérience/expérimentation), l'expérimentation humaine est alors aussi vieille que la médecine. Pour Canguilhem : « Les médecins ont toujours expérimenté, en ce sens qu'ils ont toujours attendu un enseignement de leurs gestes, quand ils en prenaient l'initiative (...) Soigner, c'est faire une expérience. ». Toute nouvelle pratique de soin (remède, appareil et procédure...) implique un premier participant avec les risques et les bénéfices inhérents à cette première participation.
De l'Antiquité jusque vers le XVIIe siècle, les médecins se réfèrent à un experimentum qui relève en fait de l'essai empirique, qui consiste à observer et reproduire des routines apprises, sans stratégie de recherche. Ici « l'expérience », même nouvelle ou renouvelée, ne vise qu'à illustrer une théorie ou la prolonger en pratique.
Au cours du XIXe siècle, la médecine adopte une méthode « expérimentale », en mettant en doute les idées reçues. C'est la recherche d'une démonstration par la preuve, qui consiste à n'admettre pour vrai que ce qui est contrôlé par les faits.
Jusqu'à la deuxième guerre mondiale, les problèmes éthiques des expériences médicales sur l'homme ont été relativement peu discutés ; alors même que l'expérimentation animale faisait largement débat depuis le début du XIXe siècle, surtout en Grande-Bretagne et en Allemagne. Les restrictions légales de l'utilisation d'animaux de laboratoire ont ainsi précédé de plus d'un demi-siècle les premières règlementations de l'expérimentation humaine.
Ces règlements et codes éthiques de l'expérimentation humaine, élaborées par la suite, ont mis l'accent sur les concepts de consentement, de respect de la personne, d'évaluation des risques, et les principes de justice et de bienfaisance ou solidarité.
Néanmoins plusieurs dimensions de l'expérimentation humaine restent en discussion, sur la légitimité ou pas de distinguer entre l'expérimentation dite thérapeutique (pour soigner)  et l'expérimentation dite cognitive (recherche pure) ; sur celle qui porte sur un individu et celle sur un ensemble (population) ; sur l'expérimentation humaine  (règlementée dans l'espace public sur des sujets de droit) et l'expérimentation sur l'homme (faite à discrétion sur des sujets avilis, réduits à l'état d'objet et privés de droits),.
L'expérimentation humaine est alors au croisement de la science et du droit, de la philosophie morale et de la philosophie politique.

## Historique

### Antiquité
L'existence d'une expérimentation biologique quantitative dans l'Antiquité est controversée. Selon le texte Hippocratique De l'Ancienne médecine, la médecine se serait constituée par une approche empirique d'essais et d'erreurs, similaire à l'art culinaire (préparation des aliments). Cette approche ne serait plus nécessaire, l'art médical étant établi désormais (selon l'auteur) par le raisonnement, le médecin ne doit plus faire pour voir, mais observer avec les yeux de la raison qui dicte sa conduite.
Le fameux principe primun non nocere « d'abord ne pas nuire » est attribué à Hippocrate (Épidémies I, V). De même l'adage Ars longa, vita brevis « l'art est long et la vie est courte », dans Aphorismes 1, I), qui se poursuit par experimentum periculosum (l'original grec étant ἡ δὲ πεῖρα σφαλερή). Ici les interprétations divergent, par exemple Littré donne la traduction « l'expérience est trompeuse » (un médecin même expérimenté peut se tromper) et d'autres « l'expérimentation est faillible » ou « l'essai est dangereux » (pour le patient).

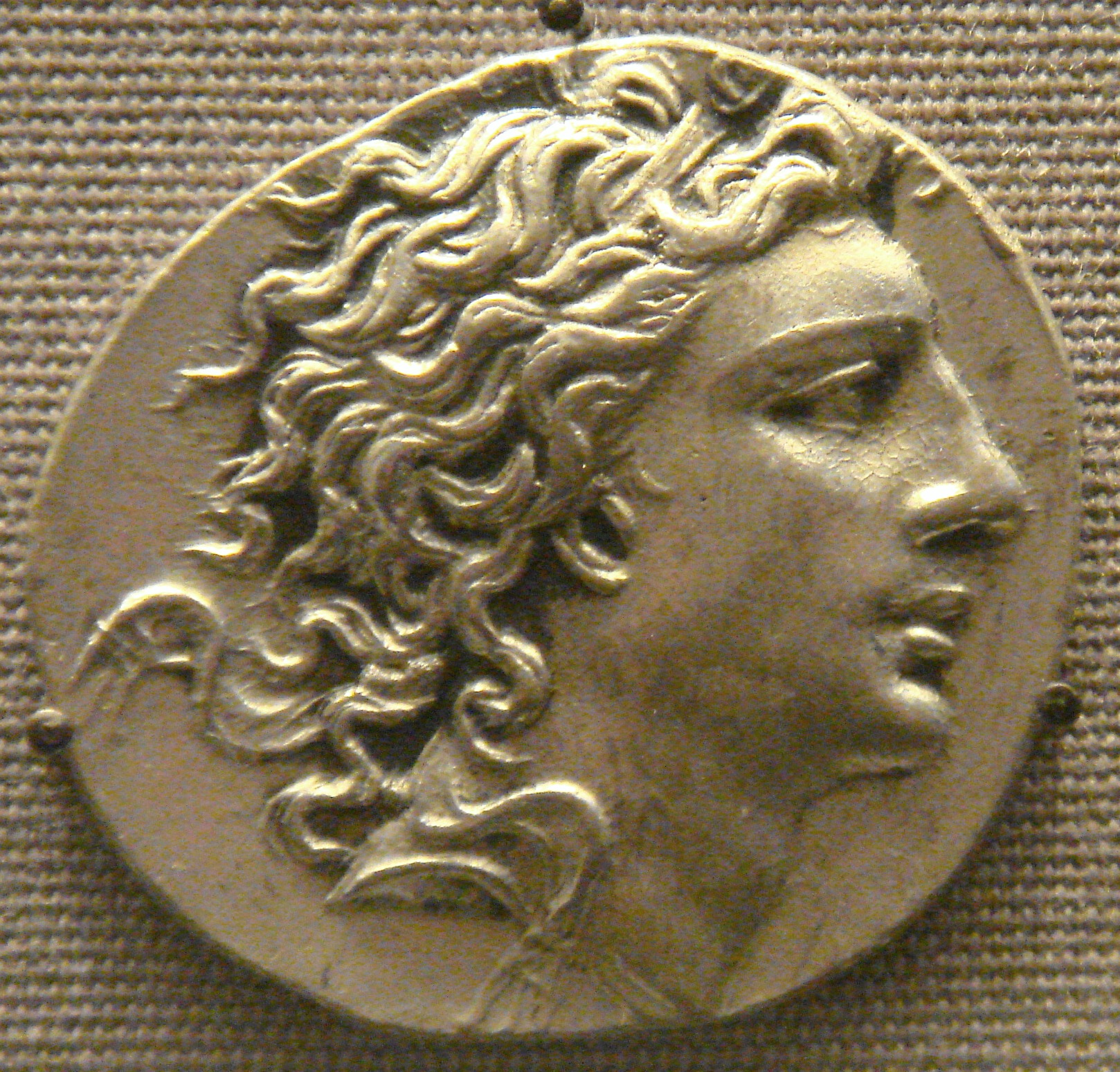
Mithridate VI, sur une monnaie du Royaume du Pont.

Dans le Serment d'Hippocrate, la fourniture de poisons ou la pratique chirurgicale risquée sont condamnées, mais de telles expériences ont été plus ou moins tentées dans l'Antiquité. Dès le Ve siècle av. J.C. des essais de médicaments dangereux par maîtrise du dosage apparaissent, avec l'utilisation (controversée à l'époque) de l'ellébore (plante toxique).
Au IIIe siècle av. J.C., l'école de médecine d'Alexandrie pratique la dissection de cadavres, et la vivissection de condamnés à morts, rapportées par Hérophile et Érasistrate. Quoique rarement signalée dans le reste de l'Antiquité, cette pratique est défendue par le romain Celse qui la justifie comme un sacrifice de coupables pour le bien des innocents.
D'autre part, Scribonius Largus (Ier siècle ap. J.C) insiste sur le fait que la prescription de drogues dangereuses est possible si le médecin respecte les principes éthiques d'Hippocrate. Galien (IIe siècle ap. J.-C.) signale que des rois d'Orient comme Mithridate VI et Attale III s'intéressent à l'étude des poisons et des antidotes sur des condamnés ou des esclaves.
Ces mentions ne sont que de vagues échos, et les questionnement éthiques rares. Par exemple, Galien préfère la dissection du porc à celle du singe « pour ne pas voir la déplaisante figure du singe en train d'être disséqué vivant ».

### Moyen Âge
- Abou Bakr Al-Razi (ou Rhasès médecin, mathématicens, éthicien, 865- entre 925 et 935) a mis l'accent sur le principe de justice et de compassion envers les patients. Il a considéré que le respect de l'éthique est un élément fondamental dans la pratique médicale[13]. Son livre "Akhlaq al-Tabib"[14] (L'éthique du médecin) est un des plus anciens livres traitant d'éthique médicale. Les notions développées dans ce livre sont très similaires à celles adoptées durant le 20e siècle.

- Ibnou Sina (Avicenne) (philosophe et médecin persan, 980-1037) : Dans un document publié en 2004, l'UNESCO a mis la lumière sur l'apport d'Avicenne dans l'éthique des sciences et de la médecine[15],[16]. Ibnou Sina y avait développé des sujets comme l'intégrité dans la pratique de la médecine et des essais cliniques dont il a été l'un des pionniers.

### Siècles des lumières
À partir du XIVe siècle, la dissection de cadavre devient un moyen d'enseigner l'anatomie dans les universités européennes, la première à le faire étant celle de Bologne. Les anatomistes médiévaux et de la Renaissance demandent aux autorités, ou les obtiennent de façon clandestine, les corps des condamnés à mort ou ceux des pauvres destinés à être enterrés sur argent public.
Selon Chamayou, c'est l'époque où l'experimentum periculosum posé par Hippocrate, prend une tournure nouvelle. La question n'est plus « peut-on expérimenter sur l'homme ? », mais devient « sur quels hommes peut-on expérimenter ? ».

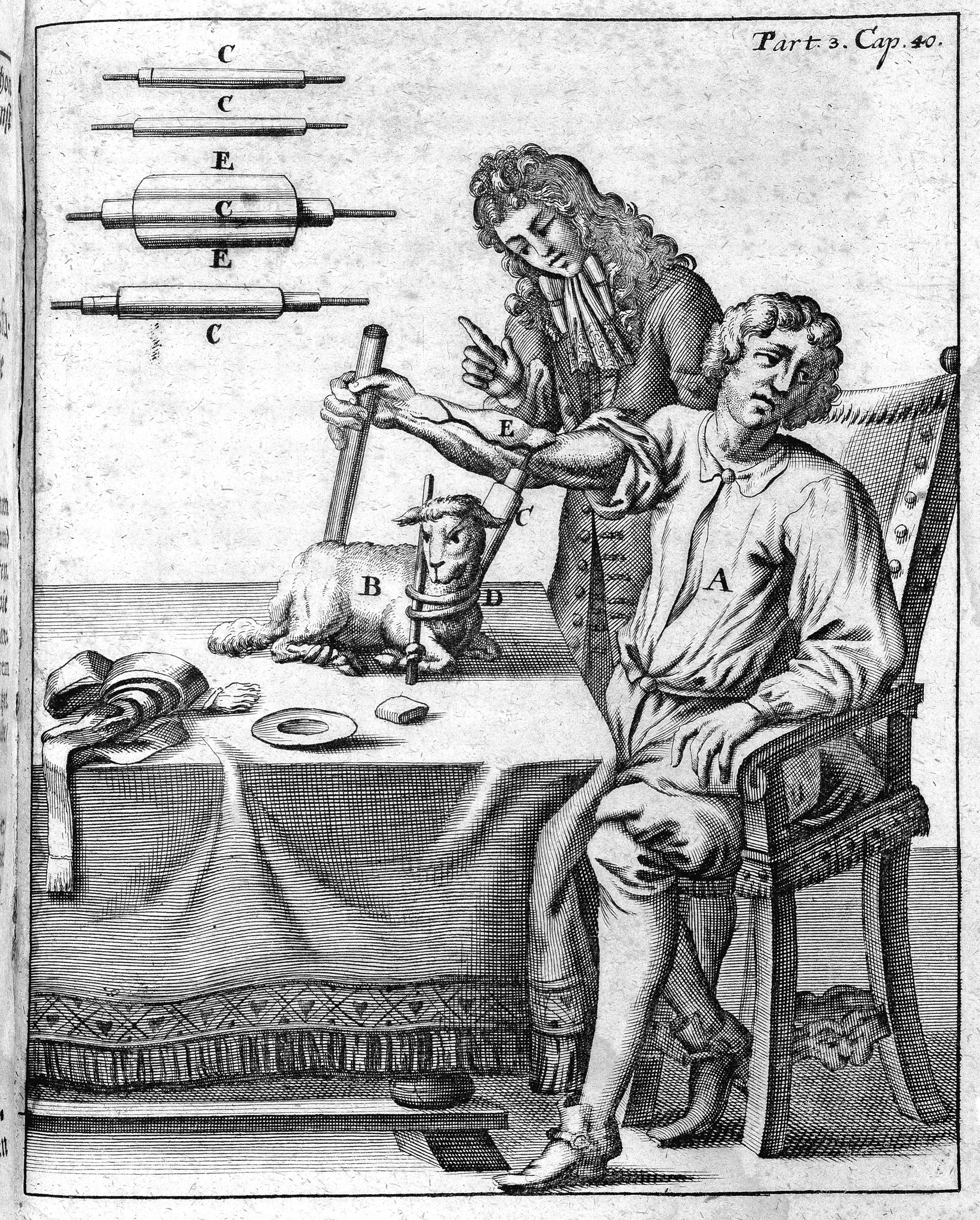
Transfusion sanguine d'un agneau à un fou pour le guérir de sa folie.

La réponse est illustrée par l'anecdote arrivée au philosophe Marc Antoine Muret (1526-1585). Réfugié en Italie, déguisé en mendiant, il tombe malade ; et des médecins à son chevet discutent et l'un d'eux declare Faciamus experimentum in corpore vili  « faisons l'expérience sur ce corps vil » (ou anima vili, âme vile, selon les versions). Au nom de ce principe, l'expérimentation humaine devient licite lorsqu'elle s'applique à des êtres de peu de valeur, méprisables et sans dignité. Initialement le corps vil s'opposait au corps glorieux de la résurrection.
Au XVIIe siècle, l'expérimentation animale devient un moyen essentiel de la recherche, notamment lors de la découverte de la circulation sanguine par William Harvey en 1628. Après la fondation de la Royal Society en 1660, quelques expérimentations humaines sont menées sur une nouvelle catégorie de sujets, non seulement les condamnés ou les misérables, mais aussi les fous et les insensés. L'exemple le plus connu est celui des transfusions sanguines de l'animal à l'homme, tentées par l'anglais Richard Lower sur un pauvre clergyman contre salaire, ou par le français  Jean Baptiste Denis sur un fou, pour le guérir de sa folie.
Ces démonstrations publiques (comme l'étaient les dissections humaines dans les théâtres anatomiques) n'ont guère suscité de débats éthiques. Après quelques échecs retentissants, la transfusion sanguine est abandonnée et oubliée, pour réapparaître à la fin du 19e siècle.
Le XVIIIe siècle élucide de nombreuses questions biologiques et médicales par une démarche de type expérimental, sur l'animal et sur l'homme. Par exemple, la nature chimique de la digestion (Réaumur 1752, Spallanzani 1783), ou les premiers essais comparatifs du traitement du scorbut, effectués par James Lind en 1747,.
Pour la première fois des essais sont tentés à l'échelle d'une population, comme la prévention par variolisation, d'abord testée en 1721 sur des détenus de la prison de Newgate, et qui sera suivie par la vaccination de Jenner en 1798.

### Émergence de l'expérimentation moderne

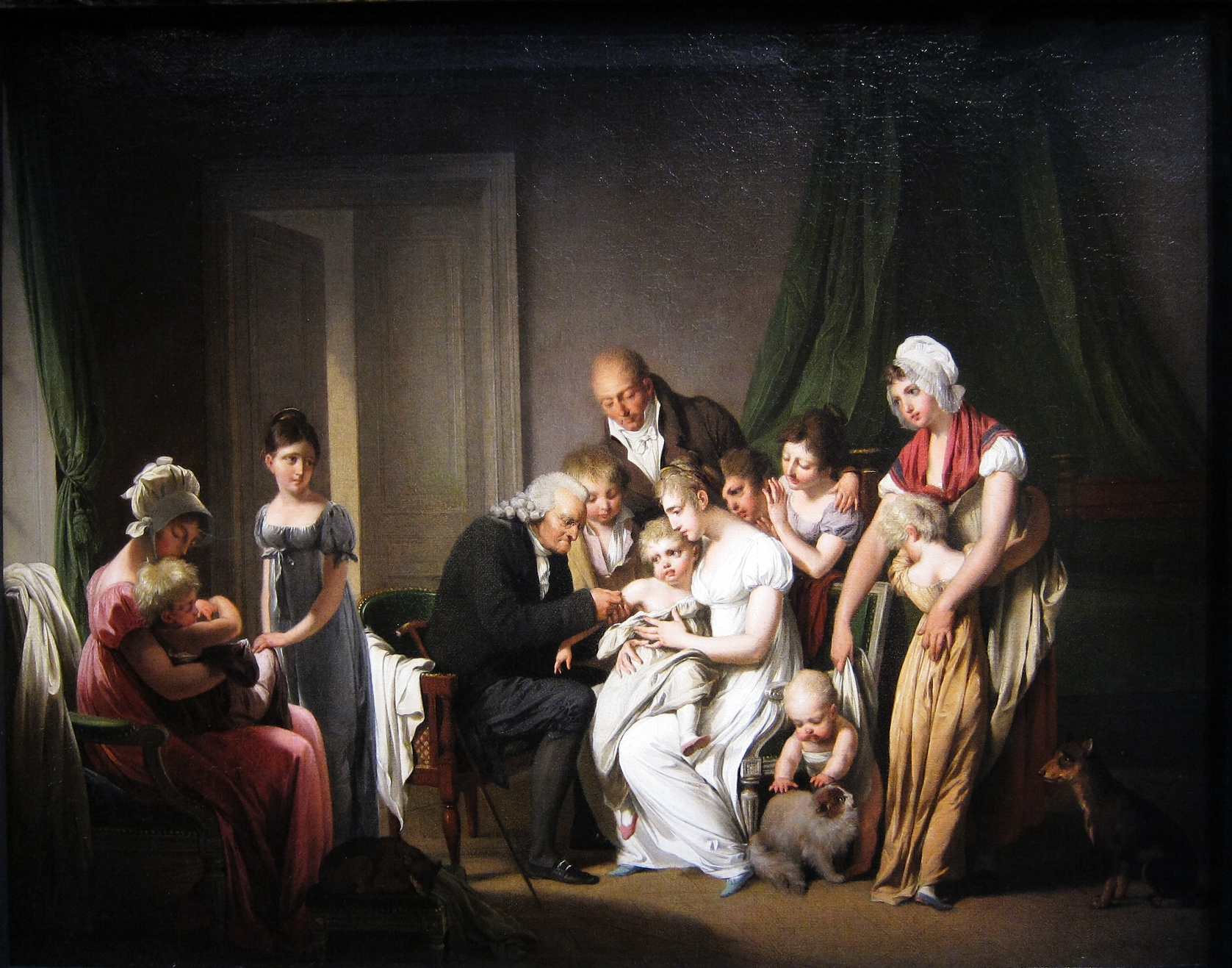
La vaccine ou le préjugé vaincu (1807), par Louis-Léopold Boilly.

Au cours du XIXe siècle, la médecine devient vraiment « expérimentale » avec la médecine hospitalière où les malades commencent à être soumis à des essais méthodiques. En 1831, Pierre Louis publie son travail sur les effets de la saignée sur la pneumonie, où il démontre l'inefficacité de la saignée. Tout au long du siècle, les médecins apprennent à travailler sur des séries de cas suffisamment nombreux, à codifier les symptômes, à standardiser les traitements, etc. Une médecine statistique d'évaluation et de calcul de risques se développe, ce qui ne va pas sans résistances, car il faut faire abstraction des particularités individuelles.
En sus des criminels et détenus, des fous, et des pauvres hospitalisés, de nouvelles catégories de sujets d'expérimentation apparaissent. Aux États-Unis, ce sont les esclaves noirs, ainsi le médecin sudiste James Marion Sims (1813-1883) expérimente de nouvelles techniques de réparation chirurgicale chez des accouchées noires. Une fois la technique opératoire rodée sur esclave noire, il consent à l'appliquer aux femmes blanches. Même après l'émancipation des esclaves (années 1860), la pratique d'utiliser le corps des noirs persistera aux États-Unis pendant des décennies,.
La situation est analogue dans les empire coloniaux britanniques, français ou allemands, où « les corps vils ont été racisés ». Les indigènes sont l'objet d'inoculations ou d'essais thérapeutiques, soit dans des prisons comme détenus, soit dans des camps-hôpitaux d'expérimentation comme malades.
Dans d'autres cas, l'expérimentateur obtient plus ou moins la coopération du sujet, tel fut le cas du trappeur canadien français Alexis Saint Martin (1794-1880) suivi par le médecin militaire américain William Beaumont (1785-1853).
L'expérimentation est parfois justifiée (par les expérimentateurs) par la pratique de l'auto-expérimentation (en). Celle-ci est assez répandue dans les universités américaines, chez les professeurs-chercheurs, comme chez les étudiants, qui s'inoculent des maladies et testent des remèdes ou des procédures. Par exemple, James Simpson (1811-1870) a d'abord voulu tester le chloroforme sur lui-même. Après l'avoir inhalé, il se réveilla étendu sur le sol de son laboratoire. D'autres expérimentateurs, enthousiastes et pressés, prennent leurs proches comme sujets d'expérience : enfants, épouse, parents, voisins..
À la fin du XIXe siècle, l'éthique de l'expérimentation humaine ne suscite guère de débats. Ainsi dans les pays anglo-saxons, les médecins se réfèrent au code éthique de Thomas Percival(1740-1804) rédigé en 1803. Les nouveaux remèdes et traitements doivent être administrés « selon une saine raison et une conscience scrupuleuse », et l'on doit d'abord consulter ses pairs. Ce code est adopté par la médecine américaine dès 1847, et plusieurs fois révisé.
En France, Claude Bernard dans son Introduction à l’Étude de la Médecine Expérimentale (1856) se présente comme le tenant d'une morale moderne. Il réprouve des pratiques anciennes et dangereuses sur les condamnés à mort qui offraient la grâce en échange. Toutefois, il considère comme très utiles des études expérimentales sur le corps et la tête des guillotinés aussitôt après la décapitation ; de faire avaler des œufs ou larves de vers intestinaux à l'insu des condamnés pour démontrer leur présence adulte dans l'intestin ; ou encore de tenter des essais sur les mourants atteints de phtisie. Il écrit que des expériences ne peuvent être concluantes que sur l'homme : « [Elles] me semblent très permises quand elles n'entraînent aucune souffrance, ni aucun inconvénient chez le sujet expérimenté. Car il ne faut pas s'y tromper, la morale ne défend pas de faire des expériences sur son prochain, ni sur soi-même ; dans la pratique de la vie, les hommes ne font que faire des expériences les uns sur les autres. La morale chrétienne ne défend qu'une seule chose, c'est de faire du mal à son prochain. Donc parmi les expériences qu'on peut tenter sur l'homme, celles qui ne peuvent que nuire sont défendues, celles qui sont innocentes sont permises, et celles qui peuvent faire du bien sont recommandées. »

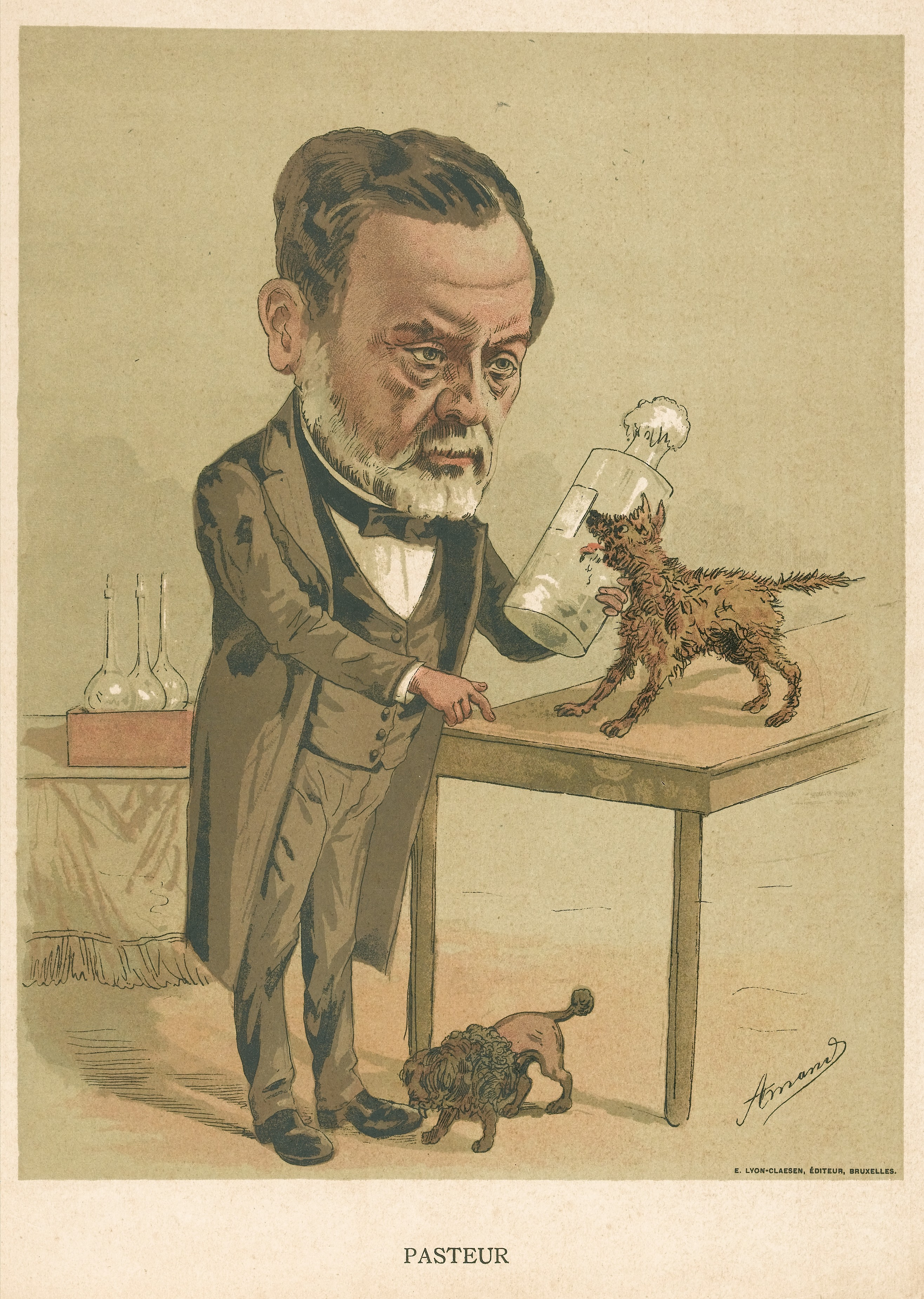
Louis Pasteur, lithographie d'Amand Vaché.

En 1872, Claude Bernard rappelle, dans ses Leçons de pathologie expérimentale que « La morale condamnerait avec raison, d'une façon absolue, toute expérience sur l'homme qui pourrait nuire au patient ou qui n'aurait pas pour but son utilité directe et immédiate. ».
Le point de vue de Claude Bernard parait triompher avec l'avènement de la révolution microbiologique, lorsque Louis Pasteur (1822-1895) et Robert Koch (1843-1910) montrent que les essais sur l'homme peuvent mener à des résultats prestigieux sur des sujets comme la tuberculose ou la rage ; ou encore sur la fièvre jaune, avec les expériences menées par Walter Reed (1851-1902).
Pour la plupart des chercheurs, il apparait que l'expérimentation médicale humaine n'a pas besoin d'être légalement restreinte ou encadrée, notamment sur la question du consentement du sujet. En 1916, lors du débat de révision du code d'éthique des médecins américains sur cette question, l'AMA décida qu'une protection formelle n'était pas nécessaire. De même dans les autres pays, notamment en France, le droit à l'essai relève de principes professionnels basés sur les impératifs de responsabilité et de prudence. C'est aux médecins et chirurgiens eux-mêmes de trouver la limite où le désir d'expérimenter s'oppose au devoir de soigner.
Cependant cette éthique professionnelle ne peut plus prétendre résoudre cette contradiction à elle seule. Quelques controverses et procès publics montrent déjà qu'il faudrait placer l'expérimentation humaine non plus sous contrôle corporatiste, mais sous un régime de Droit.

### Vers Nuremberg
Au tournant du XXe siècle, l'émergence de la microbiologie conduit à une bactériologie expérimentale, dans le cadre d'une pathologie expérimentale, qui se fait en principe sur l'animal (mise en œuvre des postulats de Koch). Mais il existe des maladies spécifiquement humaines qui ne peuvent être reproduites sur l'animal, la tentation est alors grande d'expérimenter sur l'homme. Selon la logique interne de la preuve, la méthode expérimentale conduit à expérimenter sur l'homme.
Des chercheurs résolvent le dilemme en expérimentant sur eux-mêmes, d'autres succombent involontairement par accident de contamination en laboratoire. Dans une première vague d'enthousiasme pour la microbiologie, les chercheurs travaillant sur des pathologies sans modèle animal convenable, se tournent alors vers de nouveaux sujets humains : orphelins ou handicapés en institution, prostituées, aliénés en asile, immigrés, malades hospitalisés (incurables, moribonds...).
Dans ce contexte, plusieurs expériences menées à grande échelle ont suscité un scandale rétrospectif en raison de leur manque d'éthique. Par exemple, celui de l'Unité 731 de l'Armée impériale japonaise  ou de l'étude de Tuskegee sur la syphilis aux États-Unis (1932-1972).
Cependant, le désastre le plus retentissant pour les contemporains a été celui des vaccinations mortelles de Lübeck survenues en 1930 en Allemagne. Près de 70 nourrissons décèdent dans la maternité de l'hôpital de Lübeck, après administration d'un vaccin BCG par voie orale, contaminé localement par une souche virulente de M. tuberculosis. Cet accident conduisit à l'abandon de la voie orale pour le BCG, et à l'élaboration d'un code spécifique d'éthique des thérapies expérimentales en 1931.
Par une ironie de l'Histoire, l'Allemagne de Weimar dispose alors du texte éthique le plus avancé au monde en matière d'expérimentation médicale humaine, le Reichsrundschreiben. Son objectif est la protection des sujets et des patients, tout en permettant la recherche. Les principes sont la responsabilité individuelle des chercheurs, la recherche du risque minimum, le respect absolu des enfants, des faibles et des mourants, et surtout le consentement « non équivoque » et « non ambigu » des patients ou sujets de l'expérience. Ce texte (une circulaire ministérielle) ne sera jamais abrogé sous le IIIe Reich, mais son impact sera nul sur les pratiques nazies,.

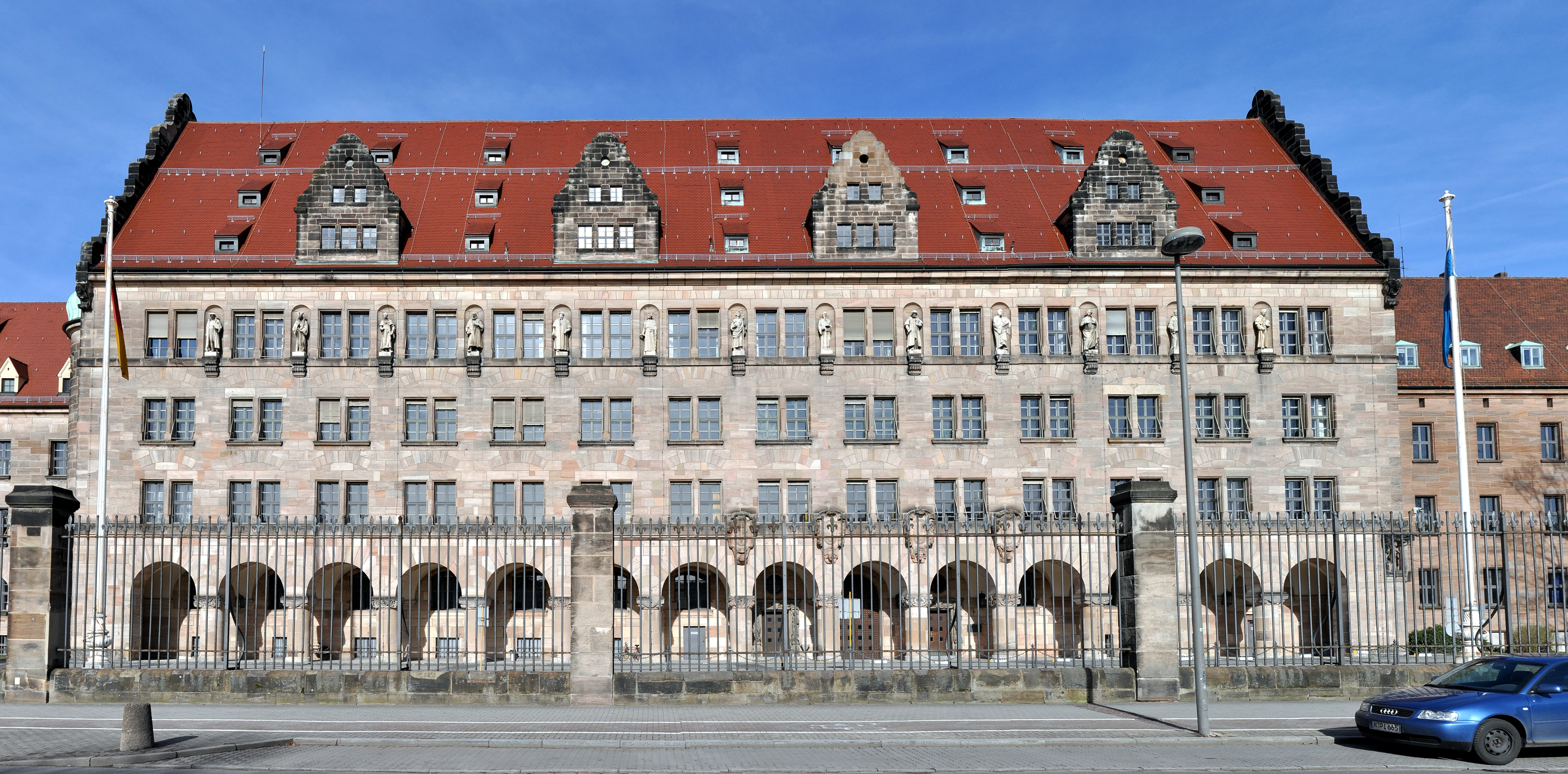
Le Palais de Justice de Nuremberg, en 2010.

Au cours de la seconde guerre mondiale, l'expérimentation médicale nazie a été couramment pratiquée chez les prisonniers et déportés des principaux camps de concentration. Cela a mené au procès des médecins (décembre 1946-août 1947), tenu à Nuremberg, où furent jugés 23 responsables nazis (dont 20 médecins). Dans les attendus du jugement, figure une liste de 10 principes règlementant l'expérimentation humaine, dont le premier et le plus important est le consentement libre du sujet informé, hors de toute situation de contrainte. Ces principes sont connus sous le nom de « code de Nuremberg ».
Cependant, la recherche médicale alliée elle-même ne satisfaisait guère aux principes édictés par le jugement de Nuremberg. De 1941 à 1945, la recherche américaine a mené des expériences à grande échelle, plus ou moins clandestines, sur des populations incapables de donner leur consentement, comme des orphelins ou des handicapés mentaux. Savoir si les détenus, les militaires ou les objecteurs de conscience sont des sujets en situation, ou pas, de contrainte restait une question discutée.
L'Office of Scientific Resarch and Development a ainsi mené des études sur des maladies comme la dysenterie, la typhoïde, l'hépatite, le paludisme, la grippe et des MST ; comme sur la transfusion de substituts au sang ; ou encore sur le gaz moutarde ou le plutonium.

### Après Nuremberg
Le « code de Nuremberg » est considéré comme le premier texte international de référence sur l'éthique de l'expérimentation humaine, mais il a très peu d'effet sur la communauté médicale qui ne se sent guère concernée. Nuremberg apparait comme « un code bon pour les barbares » mais pas pour les nations civilisées.
Dès 1948, l'Association médicale mondiale (AMM) fondée en 1947, élabore une Déclaration de Genève, puis un Code international d'Éthique Médicale, où les principes de l'expérimentation humaine se basent sur ceux de Nuremberg. De nouveaux textes autorisent la recherche dans certaines conditions, en introduisant la notion de consentement des parents proches ou représentants dans le cas des enfants, des patients inconscients ou psychiatriques, mais sans préciser la notion de risque inadmissible.
À la suite de la tragédie du Thalidomide (1960), l'AMM, après quatre ans de débats, précise ces principes sous le titre de Recommandations Guiding Physicians in Biomedical Research Involving Subjects, texte connu sous le nom de Déclaration d'Helsinki (1964).
Au total, pour la période 1947-2000, on compte près de 326 versions de ces différents textes, amendés ou révisés au niveau international ou national, le plus souvent à la suite d'affaires ou de scandales retentissants . L'histoire de l'expérimentation médicale humaine de cette période montre des abus continus et persistants malgré la multiplication de textes éthiques. Par exemple, de l'expérimentation sur la syphilis au Guatemala (1946-1948) jusqu'au problème des essais cliniques dans les pays en développement, moins règlementés.
Plusieurs auteurs soulignent la fragilité des déclarations de principe, soumises aux différents conflits de pouvoirs qui traversent une société, notamment si les administrations ne les font pas appliquer, ou si aucune sanction n'est prévue contre les contrevenants,. Malgré les progrès effectués dans le domaine de l'expérimentation humaine, ce sujet restera probablement un problème éthique pour les décennies à venir au cours du XXIe siècle.

## Dilemmes éthiques
L'adage souvent cité  « ce qui n'est pas scientifique n'est pas éthique » représente une éthique de la connaissance basée sur un postulat d'objectivité. Pour Jacques Monod : « L'éthique de la connaissance, créatrice du monde moderne, est la seule compatible avec lui, la seule capable, une fois comprise et acceptée, de guider son évolution. ». La « connaissance vraie » serait alors la seule valeur transcendantale où « L'éthique de la connaissance est également, en un sens, "connaissance de l'éthique". ».
Cette approche est discutée, notamment quand l'adage se retourne en « ce qui n'est pas éthique n'est pas scientifique (ou est pseudo-scientifique) ». Des expérimentations scientifiquement valides peuvent être contraires à l'éthique. Les débats sur les expériences nazies d'hypothermie ont montré qu'elles étaient inacceptables, non pas en raison de leurs protocoles pseudo-scientifiques, mais bien d'abord parce que contraires à l'éthique,.
Selon la formule de Jean Bernard, l'expérimentation est « moralement nécessaire et nécessairement immorale ». Nécessaire pour la vérité et le bien de tous, immorale puisque conduite sur quelques individus à leurs risques. L'expérimentation se placerait alors dans un contrat social, équivalent à celui qui fonde les rapports entre une société et des individus, au nom de la solidarité sociale. La bioéthique s'inscrit dans une biopolitique.
Il en résulte que les limites de l'expérimentation humaine ne sont pas à chercher dans la science ou la vérité scientifique, mais bien dans l'éthique elle-même, voire dans une philosophie politique des rapports de pouvoir.

### Consentement
Jusque là peu abordée, la question du consentement est apparue en pleine lumière dans le code de Nuremberg : « le consentement volontaire du sujet humain est absolument essentiel ». La personne sujet d'expérience doit avoir la capacité légale de consentir, hors d'une situation de contrainte, être informée et pouvoir à tout moment quitter l'expérimentation. Ce principe a permis de se démarquer des pratiques nazies.
Ce principe est resté insuffisant, car de nombreuses personnes n'ont pas la capacité légale de consentir (sujets en réanimation ou comateux, enfants, handicapés mentaux...). Demander le consentement aux proches, aux représentants ou aux autorités de tutelle, a fait que les expérimentations ont été conduites dans des institutions comme les orphelinats, les asiles... Depuis les années 1970, la plupart des pays ont renoncé à solliciter les détenus pour la recherche bio-médicale.
De même, la notion de consentement éclairé reste discutable quand il s'agit d'expérimenter sur des populations analphabètes ou trop culturellement éloignées d'une recherche médicale.
Enfin, l'expérimentation peut s'inscrire dans le cadre d'une action thérapeutique, et la limite entre le consentement aux soins et le consentement à l'expérimentation peut rester floue. Au cours du  XXe siècle, le médecin était le seul juge de l'intérêt de son malade, dans le cadre d'une relation médecin-malade « paternaliste ». Un médecin pouvait ainsi estimer qu'informer sur les risques était nuisible à l'intérêt du patient, et qu'en tant que médecin c'était à lui de décider sans « jamais faire courir de risque grave », cette dernière notion restant à la discrétion du médecin.

#### Procédure de consentement
L'éthique procédurale désigne l'ensemble des démarches nécessaires pour obtenir une autorisation éthique afin de mener une recherche. Cette procédure inclut la soumission d'un protocole qui vise à protéger les participants et à minimiser les risques associés à l'étude. Ce protocole offre aux chercheurs un cadre général pour garantir le respect des normes éthiques, en abordant des questions telles que le recrutement des participants, la protection de leur bien-être, et la manière dont ils seront informés des objectifs et des implications de l'étude.
Le consentement éclairé repose sur trois étapes : la présentation des informations nécessaires, la vérification de la compréhension par le participant, et l'obtention d'une réponse claire. Cette procédure conduit à un résultat binaire : le consentement peut être donné ou refusé. Traditionnellement, le consentement est recueilli au début d'une étude et se concrétise par la signature d'un document ou l'enregistrement d'un accord verbal. Cependant, cette approche est souvent perçue comme statique, car elle ne tient pas compte des changements pouvant survenir au cours de la recherche.
Des approches plus récentes, telles que le consentement dynamique, visent à pallier cette limitation en permettant une communication continue entre le chercheur et le participant. Le consentement devient ainsi un processus en évolution plutôt qu'un événement unique. Ce modèle est particulièrement pertinent pour les populations vulnérables, telles que les enfants avec des besoins complexes en communication, qui sont souvent perçus comme incapables de participer pleinement en raison de préjugés sur leurs capacités à comprendre et à s'engager.

#### Risque et bénéfice
Une approche de la notion de « risque admissible » apparaît dans le rapport Belmont (1978), texte de la Commission nationale américaine sur les principes de l'expérimentation humaine. Ce texte rappelle qu'aucune activité humaine n'est sans risque, et que tout projet de recherche doit être soumis à une évaluation des risques courus par les sujets de recherche. Il propose une distinction entre les « risques minimes » qui sont ceux de la vie quotidienne, et des risques « plus que minimes » qui ne seraient admissibles que par la qualité du consentement, ce qui exclut le recrutement de sujets « vulnérables ».
Ce texte dénonce l'injustice consistant à expérimenter sur des populations pauvres des traitements destinés à ne bénéficier qu'aux populations les plus aisées. En 1982, l'OMS critique la tendance des pays développés à délocaliser la recherche vers des régions du Tiers-Monde.
Le principe de bienfaisance ou de solidarité implique des conflits entre plusieurs biens : comme le risque individuel pris pour un bien collectif attendu (pour les malades futurs), l'intérêt de la connaissance et le bien des malades inclus dans l'essai. Dans les sociétés libérales, il existe une inégalité entre les personnes qui acceptent de participer à un essai, et celles qui attendent qu'on ait testé sur d'autres, qui est parfois compensée par de l'argent

### Approches divergentes
L'existence d'une contradiction, ou d'un conflit, au sein même de l'expérimentation humaine, et le manque de vérité définitive sont largement reconnus. D'autant plus que de nouveaux problèmes sont apparus à la fin du XXe siècle comme les expérimentations sur l'embryon, les gamètes, les tissus, cellules, et molécules humaines, qui sont aussi des « expérimentations sur l'Homme ».
L'approche dominante est de considérer que l'homme doit être traité comme une fin et pas seulement comme un moyen. Il y aurait une part tragique de l'homme qui se traduit existentiellement par l'obligation du choix et du risque. L'expérimentation humaine serait alors un carrefour menant au meilleur ou au pire.
Pour d'autres, le concept de sujet universel, ou de transcendance de la personne (sujet ou être humain), ne peut rendre compte de l'expérimentation humaine réelle et concrète. Celle-ci ne relèverait pas d'une philosophie morale, mais d'une philosophie politique, celle des rapports de pouvoirs sur des « corps vils » ou « populations effacées du regard ».

## Les directives éthiques internationales
Les directives éthiques internationales jouent un rôle crucial dans la régulation et la supervision de la recherche impliquant des êtres humains à l'échelle mondiale. Ces directives, telles que la Déclaration de Helsinki de l'Association médicale mondiale (AMM) et les lignes directrices éthiques internationales du Conseil des organisations internationales de sciences médicales (CIOMS), énoncent des principes fondamentaux visant à protéger les droits et le bien-être des participants à la recherche.
En 1975, la Déclaration de Tokyo de l'AMM stipule que les chercheurs doivent d'abord rédiger un projet de recherches soumis à un comité indépendant créé à cet effet. C'est le début des comités d'éthique. Dans la loi française de 1988, la Loi Huriet-Sérusclat, ces comités sont composés pour un tiers de personnes extérieures aux professions de la santé.
La révision récente de ces directives en 2013 et 2016 a suscité un débat renouvelé sur leur autorité et leur pertinence dans un contexte mondial en évolution. En outre, d'autres documents tels que la Déclaration de Taipei de l'AMM sur les considérations éthiques concernant les bases de données de santé et les biobanques, la Convention d'Oviedo sur les droits de l'homme et la biomédecine, ainsi que le Règlement général sur la protection des données de l'Union européenne, contribuent également à façonner le paysage éthique de la recherche sur les sujets humains à l'échelle internationale. Ces directives fournissent un cadre essentiel pour la conduite éthique de la recherche, permettant aux chercheurs et aux institutions de répondre aux défis contemporains tout en garantissant le respect des droits et de la dignité des participants à la recherche.
Toutefois, les procédures mises en place dans les pays développés, même si elles contrôlent et encadrent mieux les pratiques, sont loin de résoudre tous les problèmes., notamment au niveau international, dans les pays sans assurance-maladie obligatoire, où les malades sont soignés gratuitement, mais aussi sujets à essais en contrepartie.

## Expérimentation humaine en psychologie et en sociologie

### Dissonance cognitive
L'expérience de la dissonance cognitive est une expérience de psychologie sociale réalisée par Leon Festinger et Merrill Carlsmith en 1959. L'expérience a examiné l'hypothèse selon laquelle les gens sont motivés à réduire la dissonance cognitive, une tension interne qui peut survenir lorsque les croyances, les attitudes ou les comportements d'une personne sont en contradiction. Dans l'expérience, les participants ont été invités à effectuer une tâche ennuyeuse, telle que tourner des vis pendant une heure. Après avoir terminé la tâche, les participants ont été invités à mentir à un autre participant, en lui disant que la tâche était très intéressante et stimulante. Les participants ont été payés 1 dollar ou 20 dollars pour mentir.
Les résultats de l'expérience ont montré que les participants qui avaient reçu 1 dollar étaient plus susceptibles de dire que la tâche était intéressante et stimulante que les participants qui avaient reçu 20 dollars. Cela suggère que les participants qui ont reçu 1 dollar ont ressenti une dissonance cognitive plus forte que les participants qui ont reçu 20 dollars.

### Effet du témoin
L'effet du témoin, également connu sous le nom d'effet spectateur, est un phénomène psychosocial qui se produit lorsque la présence d'autres personnes inhibe le comportement d'aide d'un individu. Cela signifie qu'il est moins probable qu'une personne aide une autre personne en détresse si elle est entourée d'autres personnes.
L'effet du témoin a été étudié pour la première fois par le psychologue social Bibb Latané et son collègue John Darley en 1968. Dans leur expérience, les participants ont été divisés en trois groupes. Dans le premier groupe, les participants étaient seuls lorsqu'ils entendaient un appel à l'aide. Dans le deuxième groupe, les participants étaient en présence d'une autre personne lorsqu'ils entendaient l'appel à l'aide. Dans le troisième groupe, les participants étaient en présence de plusieurs autres personnes lorsqu'ils entendaient l'appel à l'aide.
Les résultats de l'expérience ont montré que les participants dans le troisième groupe étaient les moins susceptibles d'aider la personne en détresse. Cela suggère que la présence d'autres personnes a inhibé le comportement d'aide des participants.

### Expérience de Stanford
L'expérience de la prison de Stanford a été une étude de psychologie sociale réalisée en 1971 par Philip Zimbardo, professeur de psychologie à l'Université de Stanford. L'expérience a examiné les effets de la situation carcérale sur le comportement humain.
L'expérience a débuté le 14 août 1971, lorsque 24 hommes en bonne santé physique et mentale ont été recrutés pour participer à une étude sur la vie en prison. Les participants ont été répartis en deux groupes : les gardiens et les prisonniers. Les gardiens ont été chargés de maintenir l'ordre et l'obéissance dans la prison, tandis que les prisonniers ont été chargés d'obéir aux ordres des gardiens.
L'expérience a été conçue pour durer deux semaines, mais elle a été interrompue après seulement six jours en raison de la violence et de l'abus qui se sont développés entre les gardiens et les prisonniers.
L'expérience a révélé que même des personnes ordinaires peuvent se comporter de manière cruelle et inhumaine lorsqu'elles sont placées dans une situation autoritaire. Les gardiens ont commencé à abuser de leur pouvoir, en faisant subir aux prisonniers des traitements humiliants et dégradants. Les prisonniers, quant à eux, ont commencé à perdre leur identité et leur dignité.